# Nowopyłypiwka
Nowopyłypiwka (ukr. Новопилипівка) – wieś na Ukrainie, w obwodzie zaporoskim, w rejonie melitopolskim, w hromadzie Myrne. W 2001 liczyła 705 mieszkańców, spośród których 174 wskazało jako ojczysty język ukraiński, 529 rosyjski, a 2 grecki.